# Hiri Motu
Hiri Motu, Police Motu oder Motu Pidgin ist eine auf der Motu-Sprache basierende Pidgin-Sprache und neben Tok Pisin und Englisch eine der drei nationalen Sprachen Papua-Neuguineas.

## Entwicklung
Die Sprache entwickelte sich aus der Handelssprache des in der Provinz Central ansässigen Motu-Volkes. Besonders durch die Rolle als Sprache der Kolonialpolizei und als Handelssprache verbreitete sich die Sprache über das eigentliche Stammesgebiet hinaus.
Die Sprache wurde auch von Englisch, Tok Pisin und Polynesischen Sprachen beeinflusst. Jedoch entstammen etwa 90 Prozent des Wortschatzes der Motu-Sprache.
Es haben sich laut Ethnologue zwei Dialekte, Austronesisches Hiri Motu und Papuanisches Hiri Motu, entwickelt.

## Heutige Situation
Sie hat je nach Angaben zwischen 120.000 und 200.000 Sprecher, vor allem im südlichen Teil des Landes, der ehemaligen britischen Kolonie Britisch-Neuguinea. Die große Mehrzahl der Sprecher nutzt die Sprache als Zweit- und als Verkehrssprache. Es gibt kaum Muttersprachler. Etwa sechs Prozent der Bevölkerung können die Sprache sowohl lesen als auch schreiben.
Heute wird Hiri Motu auch im Parlament benutzt. Im staatlichen Radio gibt es einige Sendungen auf Hiri Motu. Als Verkehrssprache verliert Hiri Motu gegenüber Tok Pisin an Bedeutung.